# NEWS CORE
NEWS COREは平日21時から22時に日経CNBCで放送されている経済ニュースワイドの番組である。

## 概要
2013年3月まで放送されていた「NEWS ZONE」を発展解消し、放送時間を30分繰り上げて放送する。2013年4月1日から放送開始。
「その日のマーケットや日本経済を動かした核心=コアとなるニュースとは何か?」を大きなテーマに、経済ニュース専門チャンネルである日経CNBCならではの切り口で、ビジネスマンや投資家に向けたわかりやすい解説を展開する。また21:15-21:30には日替わりでミニ番組を挿入。2014年3月までは21:31-22:00にはラップトゥデイ（夕方の「マーケットストリート」の内包番組）の再放送を織り込んでおり、実質的なコンプレックスを形成している。

## 出演

### ニュースコーナー
- 分林里佳（メインキャスター）

以下はコメンテーター
- イェスパー・コール
- 白川浩道
- 永濱利廣
- 真壁昭夫
- 村田雅志
- 湯元健治
- 豊嶋広

### ラップトゥデイ
- 曽根純恵（メインキャスター）
- 改野由佳（サブキャスター）
- 河野恵（サブキャスター）

サブの2人はトリプルキャストで交互に出演
以下はコメンテーター
- 岡村友哉
- 鎌田泰幸
- 齋藤敏之
- 瀬川剛

### 過去
- 安藤幸代（ニュースコーナーのメインキャスター）
- 石河茉美
- 袰川有希
- 佐久間あすか

## 主なコーナー
- ニュース　その日のマーケットを動かした核となるニュースについて、コメンテーターと分林が鋭く分析・解説。当日24:00-24:15（翌日0:00-0:15）に再放送
- 特集（基本21:15-21:31）
  - 月曜　日経ヴェリタストーク
  - 火曜　ザ・リーダーズ（前週木曜の再放送）、投資Navi
  - 水曜　マネージングアジア（前週金曜の再放送）
  - 木曜　ザ・リーダーズ、新興企業NOW
  - 金曜　マネージングアジア
- ラップトゥデイ（当日16:00-16:30の再放送を21:31-22:00に放送）